# Bandeira de Dubai

Bandeira Tradicional dos Emirados Árabes.

A Bandeira de Dubai é composta por um campo vermelho com uma faixa banca à esquerda.

## Histórico
As bandeiras tradicionais dos diversos países existentes ao longo do Golfo Pérsico eram todas vermelhas. A primeira modificação ocorreu em 1820 por um tratado do Império Britânico e os chefes destes países. A partir disto a bandeiras dos emirados passaram a possuir uma faixa branca vertical à esquerda. Em 1958 alguns desses países mudaram suas bandeiras, contudo, Dubai mantém a mesma até hoje. O mesmo ocorre com a bandeira de Ajman.